# G̃

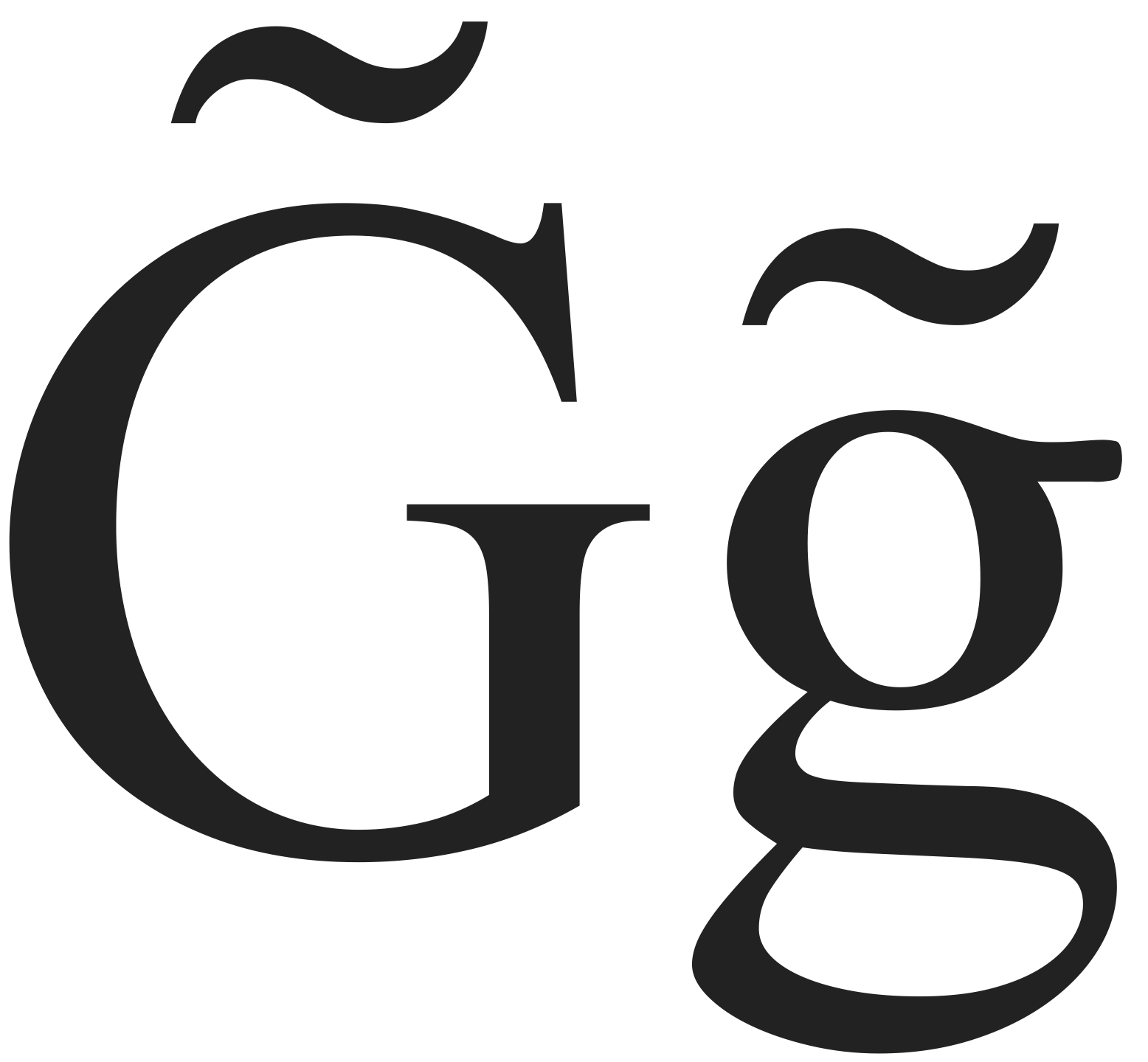
Glifos mayúsculo y minúsculo de g̃, en la fuente Doulos SIL

La ge nasal —G̃/g̃— es la décima letra del abecedario del guaraní. Asimismo, también forma parte del alfabeto de otras lenguas tupíes, como el mundurukú y el parintintín, habladas en Brasil y se usa en la transcripción del sumerio (una lengua muerta). Este grafema, una ge con una virgulilla encima, representa en dicha lengua al fonema fricativo velar sonoro con nasalización —en el Alfabeto Fonético Internacional: [ɣ̃]—.
En braille guaraní, esta letra se representa como ⠱⠛.

## Representación informática
Esta letra no está representada en el estándar Unicode como un carácter precompuesto; es decir, no tiene un punto de código separado. Para escribir una ge nasal debe recurrirse a una virgulilla combinable. Por las dificultades para escribirlo, con cierta frecuencia se recurre a la ge con circunflejo, Ĝ ĝ, la ge con breve, Ğ ğ, o se prescinde del diacrítico completamente.
| Letra | Secuencia de Unicode | HTML              |
| ----- | -------------------- | ----------------- |
| G̃     | U+0047 U+0303        | &#x0047; &#x0303; |
| g̃     | U+0067 U+0303        | &#x0067; &#x0303; |